# Râul Poenița
Râul Poenița este un afluent al râului Olt. 